# Hipolit Jasiewicz
Hipolit Bolesław Jasiewicz (ur. 10 grudnia 1899 w Poznaniu, zm. 2 czerwca 1921 w Poznaniu) – polski pilot, sierżant WP, uczestnik I wojny światowej oraz wojny polsko-bolszewickiej.

## Życiorys
Urodził się 10 grudnia 1899 roku jako szóste dziecko Wiktora (ur. 1865) i Antoniny z domu Gaworzewskiej (1869–1928). Walczył w I wojnie światowej jako pilot niemieckiego lotnictwa. Został odznaczony polową odznaką pilota lotnictwa niemieckiego. Po utworzeniu lotnictwa polskiego w stopniu sierżanta wziął udział jako pilot 4 eskadry wywiadowczej w wojnie polsko–bolszewickiej.
Zmarł 2 czerwca 1921 roku (księga parafialna podaje datę śmierci 30 maja 1921 według aktu zgonu I 578/21 II) w Poznaniu z powodu gruźlicy płuc. Został pochowany na cmentarzu Jeżyckim w Poznaniu.
Wpisany na listę zasłużonych.